# Mason (Michigan)
Mason is een plaats (city) in de Amerikaanse staat Michigan, en valt bestuurlijk gezien onder Ingham County.

## Demografie
Bij de volkstelling in 2000 werd het aantal inwoners vastgesteld op 6714.
In 2006 is het aantal inwoners door het United States Census Bureau geschat op 8056, een stijging van 1342 (20,0%).

## Geografie
Volgens het United States Census Bureau beslaat de plaats een oppervlakte van
11,9 km², geheel bestaande uit land. Mason ligt op ongeveer 280 m boven zeeniveau.

## Plaatsen in de nabije omgeving
De onderstaande figuur toont nabijgelegen plaatsen in een straal van 20 km rond Mason.

## Geboren
- Alan Curtis (1934 - 2015), klavecimbelspeler, dirigent en muziekpedagoog
- Steve Clark (1986), voetballer